# Agrotis magnipunctata
Agrotis magnipunctata är en fjärilsart som beskrevs av Louis Beethoven Prout 1922. Agrotis magnipunctata ingår i släktet Agrotis och familjen nattflyn. Inga underarter finns listade i Catalogue of Life.